# ジャック/ラスベガス連続殺人
『ジャック/ラスベガス連続殺人』（ジャック ラスベガスれんぞくさつじん）は、シンキングラビットが制作したコマンド選択型の推理アドベンチャーゲーム。1988年11月、ソフトベンダーTAKERUにより、PC-8800シリーズおよびX1シリーズ用ソフトウェアとして発売された。

## 概要
ロサンゼルスの安ホテルの一室で起きた殺人を発端に、連続殺人へと発展する事件の真相を解き明かすというストーリー。4つの都市を舞台に次々と起こる事件とその遺留品から、背景に潜む謎に挑む。インタフェースとしては、モノトーンのグラフィックによる独特の雰囲気や、切札として使う「JOKER」コマンドが特徴的だった。のちにPC-9800シリーズや文豪ミニシリーズにも移植された。

## 対応機種
- PC-8800シリーズ・X1シリーズ（ソフトベンダーTAKERUにより発売）
- PC-9800シリーズ（Jの悲劇/ラスベガス連続殺人事件として花王リアルソフトパックに添付）
- 文豪ミニシリーズ（JACK/ラスベガス連続殺人として東京システムハウスより発売。3.5インチ2DDフロッピーディスク2枚組。ワープロ専用機であるため音源を内蔵しておらず、BGMはなし）

## 登場人物・事件・場所

### 人物
- トマス・ジュリアード
- ジャクソン・ニコルス刑事
- ハート部長
- ダーク・ホース
- ローリー・Y・ヤマモト
- ダグ・フィッシャー
- ジャッキー・ウッド
- ダイアン・ホーキンス
- エド・ギルフォード
- ドクター・ハーマン
- ロナルド・ゲイツ

### 事件
- トンプソン殺害事件
- ウォーレス殺害事件
- フィッシャー殺害事件
- ガーナー夫人殺害事件

### 場所

#### ロサンゼルス
- ロサンゼルス市警察
- ロサンゼルス空港
- ホテル・モルガーノ
- ライトハウス
- エリザベス・フラワーズショップ
- セント・トーマス・プレイス

#### サンフランシスコ
- サンフランシスコ警察
- サンフランシスコ空港
- ロンズ・ストア
- エド探偵社
- ロジャー＆ケイト・サービス社
- バンク・オブ・アメリカ

#### サンディエゴ
- サンディエゴ警察
- サンディエゴ空港

#### ラスベガス
- ホテル・フラミンゴ
- ホテル・トロピカーナ
- スクール・オブ・ディーリング